# Neuer Friedhof (Potsdam)

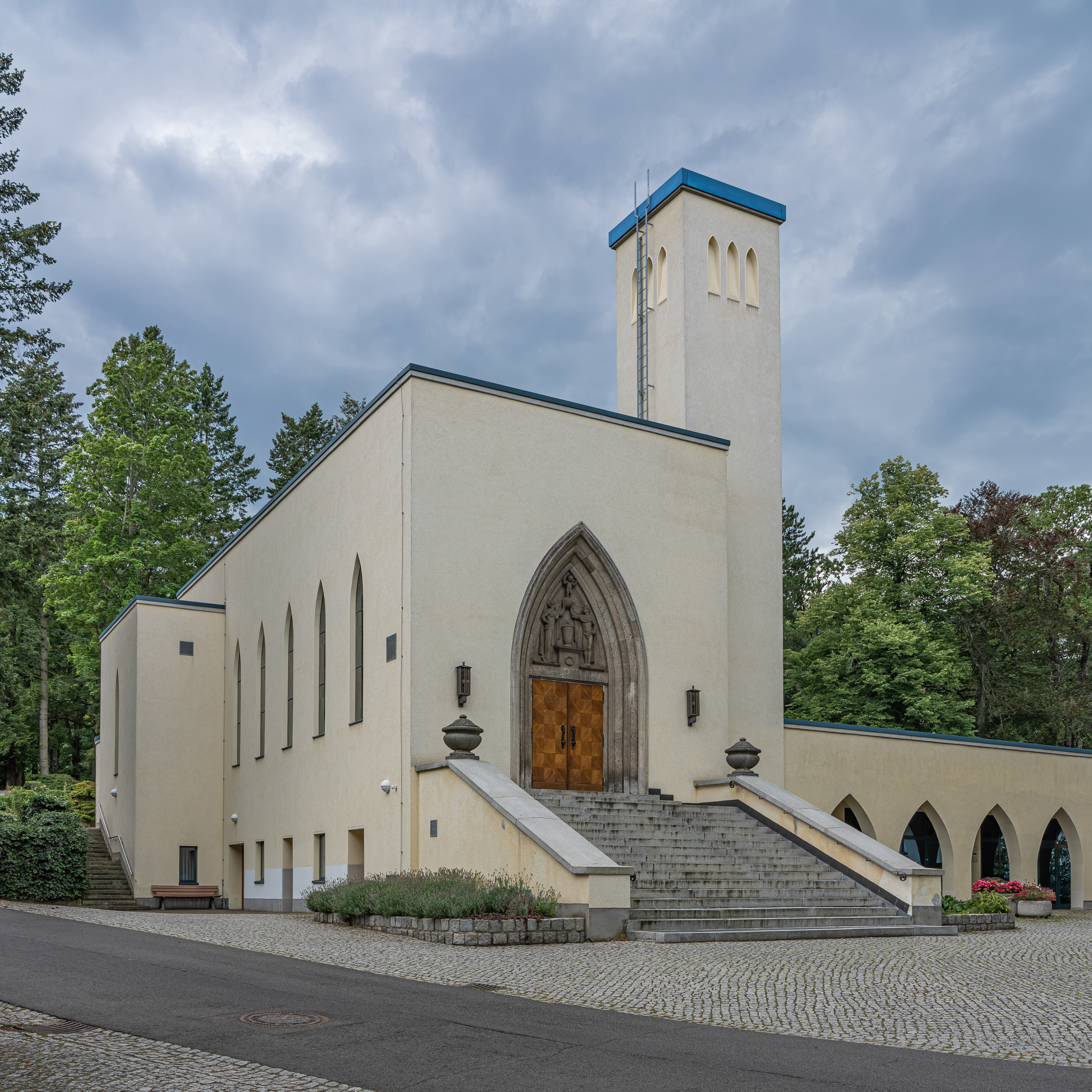
Friedhofskapelle

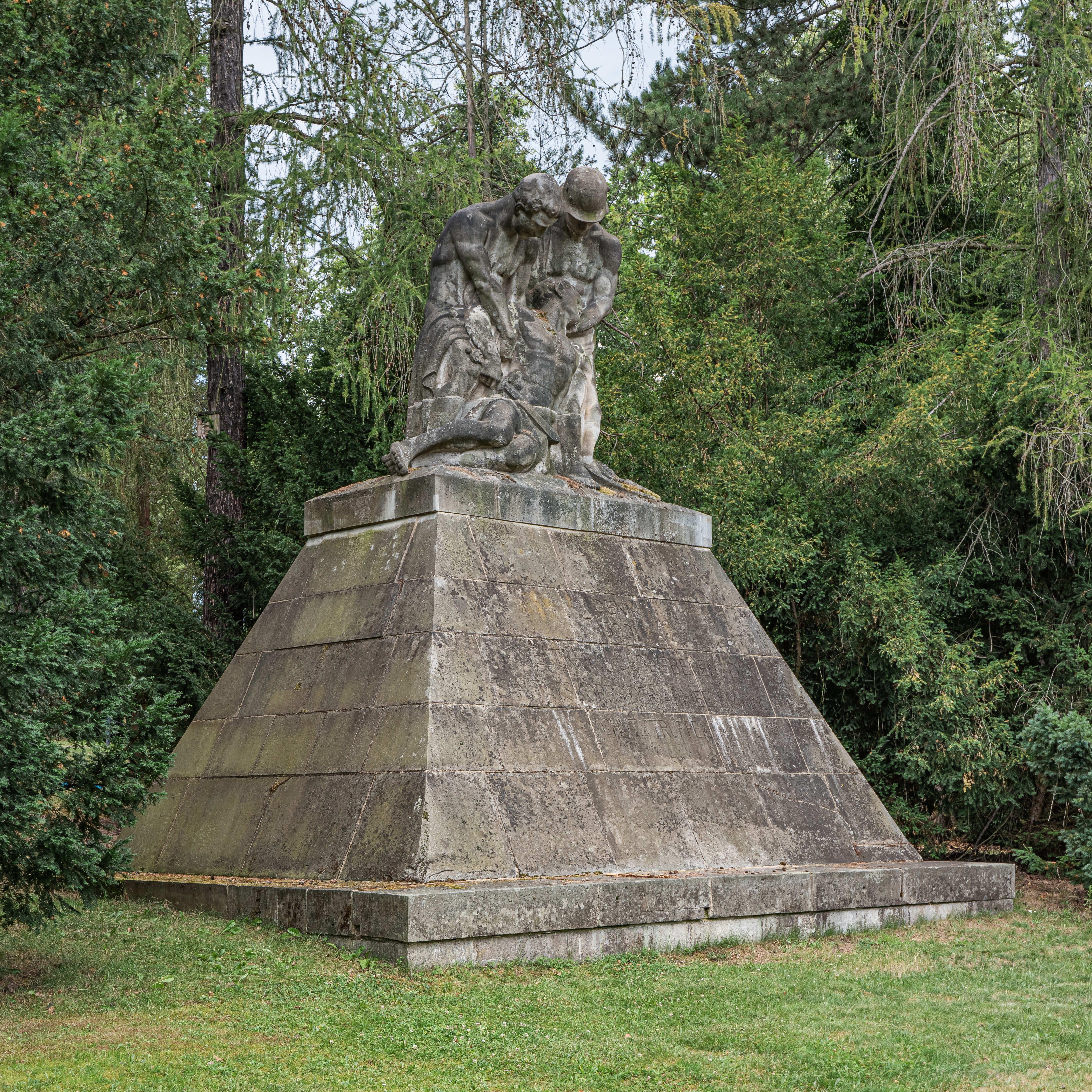
Sanitätskorps-Denkmal von Hans Hubert Dietzsch (1929)

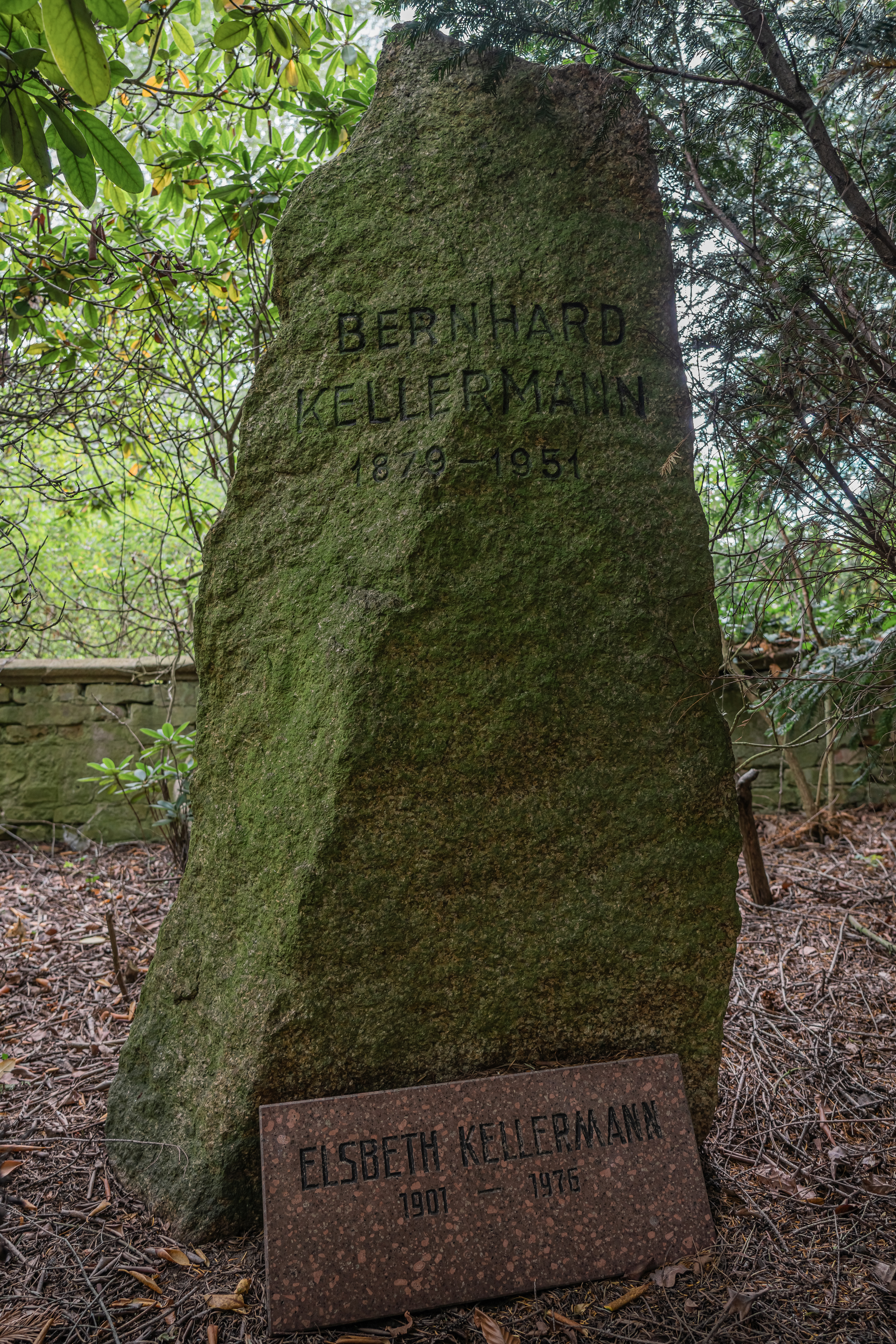
Grab von Bernhard Kellermann

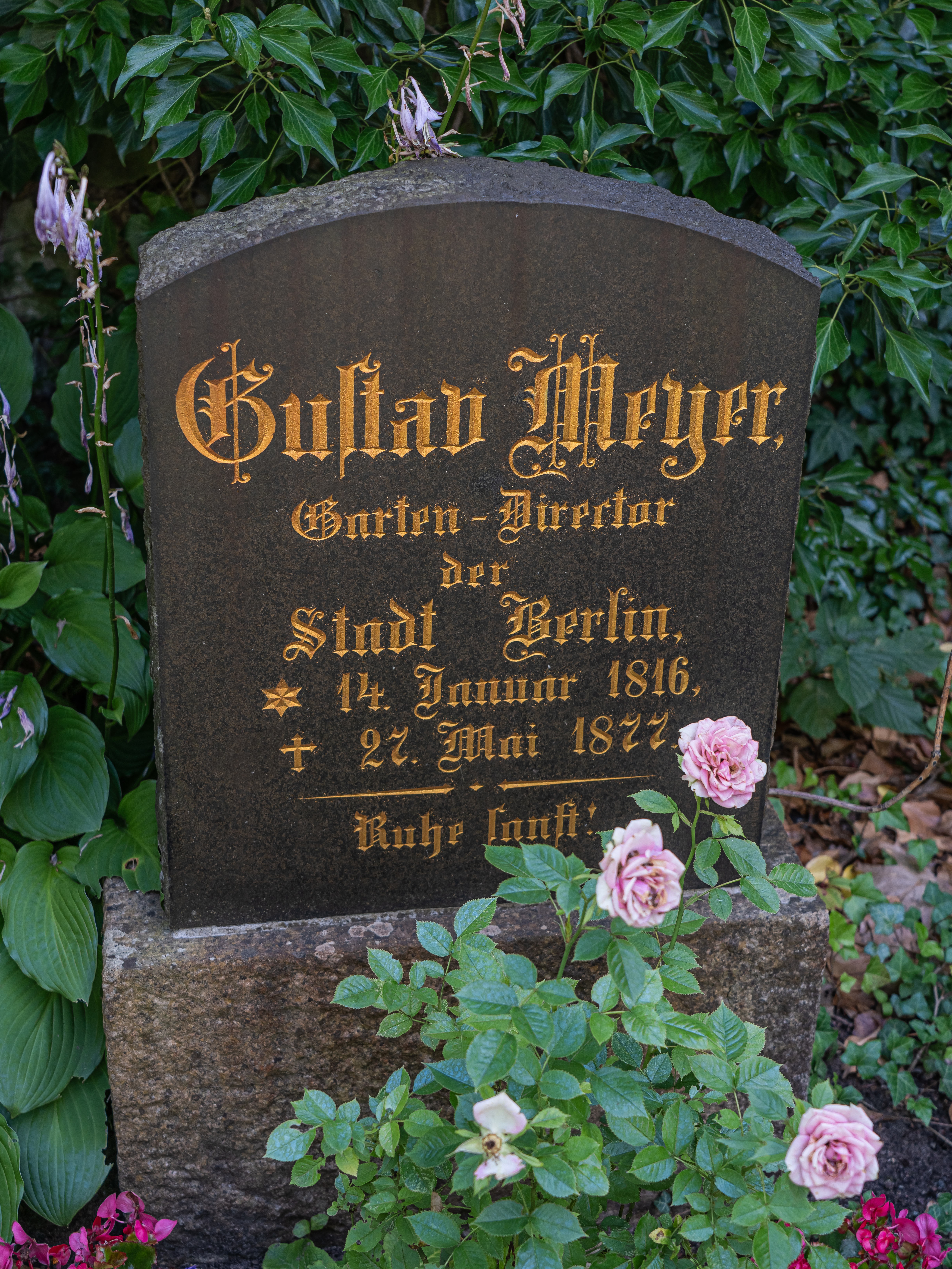
Grab von Gustav Meyer, Garten-Director der Stadt Berlin

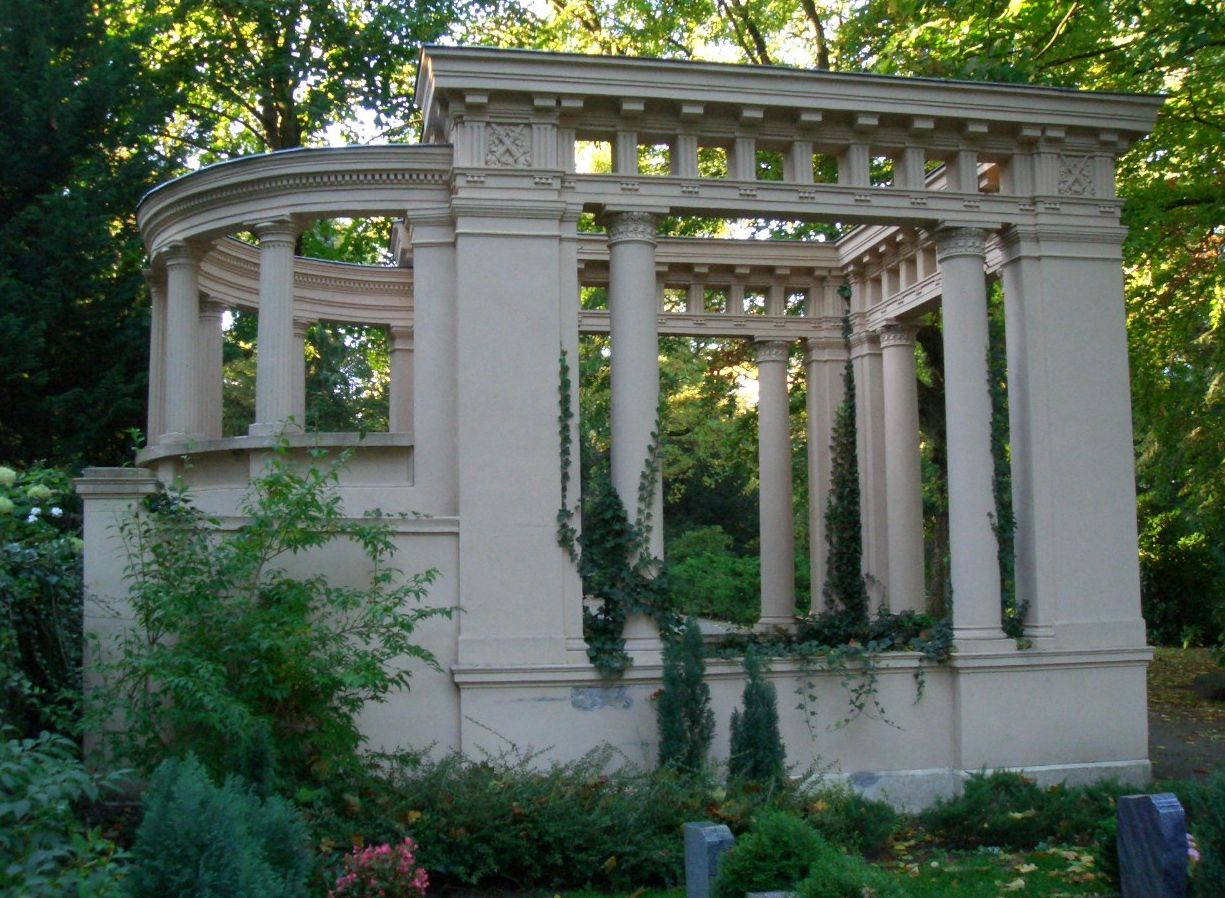
Erbbegräbnis von Friedrich Wilhelm Koch

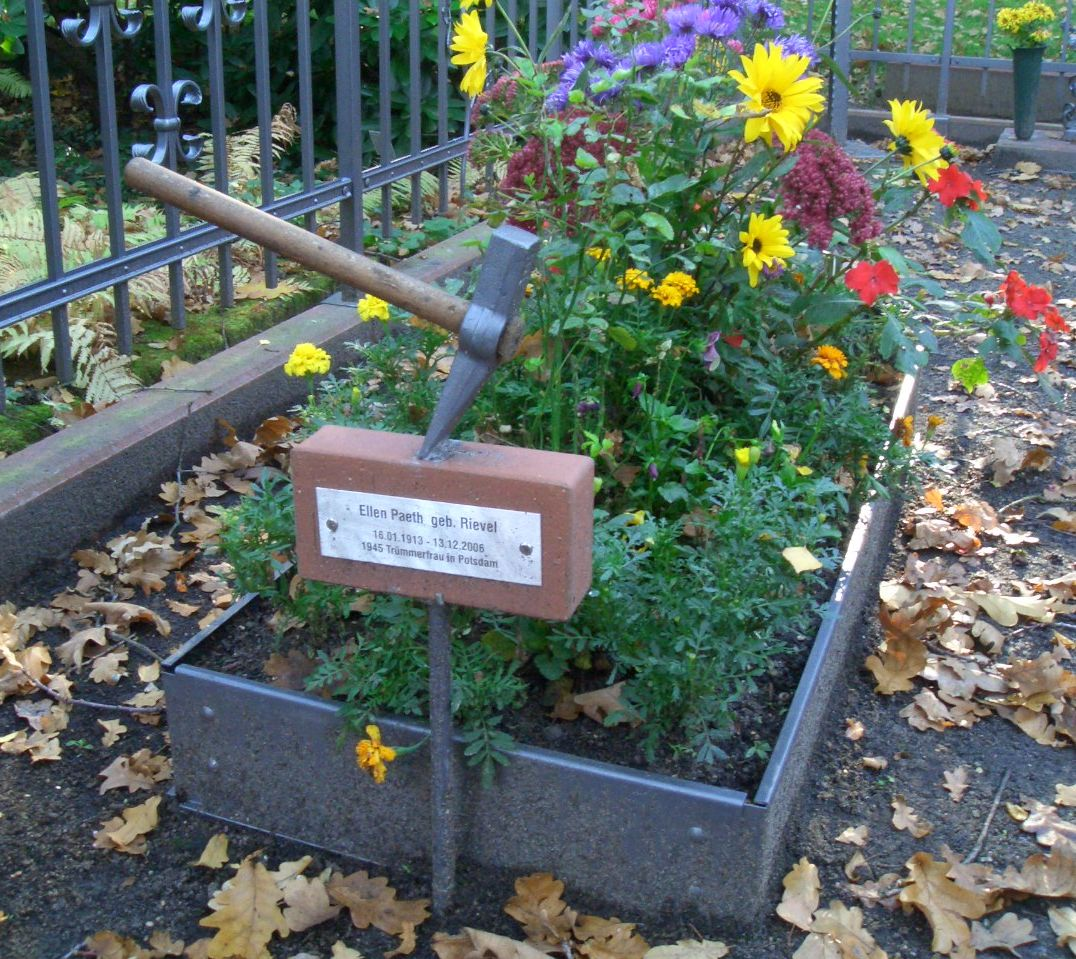
Kleines Grabdenkmal für Ellen Paeth (1913–2006), 1945 Trümmerfrau in Potsdam

Der städtische Neue Friedhof in Potsdam wurde nach Plänen von Peter Joseph Lenné gestaltet und 1867 eröffnet und mehrfach erweitert, zuletzt 1954. Heute umfasst er eine Fläche von 26,5 ha. Sein Haupteingang befindet sich an der Heinrich-Mann-Allee 25, gegenüber dem Alten Friedhof.

## Geschichte
Der Friedhof wurde in der Bombennacht vom 14. April 1945 schwer getroffen.
Vor dem Eingang steht ein Kriegerdenkmal. Eigentlich für Berlin bestimmt, wurde es hier im Oktober 1929 enthüllt. Es ist den Sanitätskorps gewidmet und trägt auf der Vorderseite die Inschrift: DEN 15001 IM WELTKRIEG GEBLIEBENEN DER SANITÄTSKORPS DER ARMEE. MARINE. SCHUTZTRUPPEN. Auf der Rückseite: TREUE UM TREUE 1914–1918. Auf einem pyramidenstumpfförmigen Unterbau betreuen zwei Soldaten einen sterbenden Kameraden. Das Denkmal ist insgesamt 6,12 m hoch und geht auf ein Modell von Hans Hubert Dietzsch zurück, das nach dessen frühem Tod von Joseph Gobes aus Berlin vollendet wurde.

## Denkmäler auf dem Friedhof
- Kriegsgräberdenkmal und Gedenksteine für die Opfer des Bombenangriffs vom 14. April 1945
- Kriegsgräberdenkmal und Gedenksteine für die Opfer des Ersten und Zweiten Weltkrieges
- Kriegsgräberdenkmal für Opfer der Sowjetunion und befreundeter Länder

## Gräber bekannter Persönlichkeiten
- Otto Becker (1870–1954), Organist und Glockenspieler der Garnisonkirche (Potsdam)[3]
- Wolfgang Böhme (1926–2012), langjähriger Direktor des Meteorologischen Dienstes der DDR
- Adolf von Bülow (1837–1907), preußischer General der Kavallerie a. D.
- Eduard Claudius (1911–1976), Schriftsteller
- Gustav Adolph Fintelmann (1846–1918), Hofgartendirektor und Direktor an der Königlichen Gärtnerlehranstalt am Wildpark bei Potsdam
- Hans Geiger (1882–1945), Physiker, Geiger-Müller-Zählrohr (die Familie ließ auf dem Friedhof Grunewald in West-Berlin einen zweiten Grabstein aufstellen)[4]
- Bernard von Gélieu (1828–1907), General der Infanterie[5]
- Gustav Graben-Hoffmann, genannt Graben-Hoffmann (1820–1900), Gesangspädagoge, Komponist und Sänger
- Martin Hundt (1932–2023), Historiker
- Egon von Kameke (1881–1955), Maler
- Bernhard Kellermann (1879–1951), Schriftsteller
- Friedrich Wilhelm Koch (1815–1889), Bildhauer, Stuckateur und Fabrikant, „der Verherrlicher Friedrich Wilhelm IV.“ (Willi Wohlberedt)
- Hans Kölle (1880–1950), Stadtgarten- und Friedhofsdirektor
- Madelaine Baronin von Korff (25. Dezember 1862 – 30. Dezember 1941), Hofdame der Kaiserinnen
- Friedrich Wilhelm Krummacher (1796–1868), Hofprediger in Potsdam
- Leopold Freiherr von Ledebur (1799–1877), Historiker und Adelsforscher
- Otto Liebknecht (1876–1949), Chemiker, Bruder von Karl, 58 Patente, Erfinder des Waschmittels Persil.
- Mechthilde Magnus (4. April 1830–19. März 1909), erste Oberin des St. Josefs-Kranken- und Waisenhauses. (Nachruf siehe Weblink)[6]
- Guido Graf von Matuschka (1849–1935), preußischer Generalmajor a. D.
- Gustav Meyer (1816–1877), Städtischer Gartendirector zu Berlin
- Friedrich Mielke (1921–2018), Hochschullehrer und Ehrenbürger von Potsdam[7]
- Maximilian Pflücke (1889–1965), Chemiker
- Georg Potente (1876–1945), Gartendirektor in Sanssouci, Suizid beim Einmarsch der Roten Armee
- Günter Rüger (1926–2015), Schauspieler und Regisseur
- Fritz Rumpf (1856–1927), Maler, Kunstsammler und Schriftsteller
- Johanna Schell (1927–2017), Organistin
- Louis Schneider (1805–1878), Schauspieler, Theaterdichter, Publizist und Vorleser
- Franz Urbig (23. Januar 1864 – 28. September 1944), Bankier, Villa Urbig
- Carl Velten (28. Januar 1849 – 27. Oktober 1925), Kaiserlicher Yacht-Kapitän, langjähriger Leiter der Matrosenstation Kongsnæs in Potsdam[8]
- Günter Zschäckel (1945–2021), Schauspieler

## Vermutlich abgeräumte Gräber
- Heinrich Basedow der Ältere, Kunstmaler
- Paul Heiland, Sammler und Kunstschriftsteller
- Hermann Hidding, Bildhauer
- Hans Ludendorff, Astronom, Direktor des Astrophysikalischen Observatoriums
- Gedenkstein für Karl Jühlke (1856–1886), Kolonialpionier in Deutsch-Ostafrika, ermordet in Kismaju, Somalia
- Rudolf Presber, Schriftsteller,